# Pomurje
Pomurje (prekmursko Pomürje) je pokrajina na severovzhodu Slovenije ob reki Muri. Področje na levem bregu Mure se imenuje Prekmurje, desni breg pa pripada Štajerski in Prlekiji. Med statističnimi teritorialnimi enotami Pomurje določa Pomursko statistično regijo z največjim mestom oz. središčem v Murski Soboti. Na področju Pomurja (policijska uprava Murska Sobota) je avtomobilska oznaka MS, območje Pomurja pa se teritorialno prekriva tudi z rimskokatoliško Škofijo Murska Sobota. 